# 蒙古国家博物馆
蒙古国家博物馆，位于蒙古国首都乌兰巴托，是蒙古国的国立博物馆之一，是蒙古国最知名的博物馆之一。该馆是蒙古国的文化、科学、教育机构，并负责收藏、保管和展出所藏展品。

## 历史
- 1971年，革命博物馆建立。
- 1991年，革命博物馆與中心博物馆的历史、考古、民族志部分结合，形成了蒙古国家历史博物馆，仍设在原革命博物馆的馆址内。
- 從某日至今，该馆已更名为蒙古国家博物馆。

## 展览
本馆担负着保护蒙古文化遗产的职责，并负责为蒙古国的博物馆制定博物馆学准则。
本馆的展览涵盖史前史、蒙古帝国前史、蒙古帝国、清朝对蒙古的统治、民族志和传统生活、20世纪历史。民族志收藏包括蒙古国各民族的传统服饰、鼻烟壶等。大多数展品都有蒙古语与英语标签。该馆每年出版馆刊不少于一期，文章以蒙古语和外国语言如俄语和英语发表。

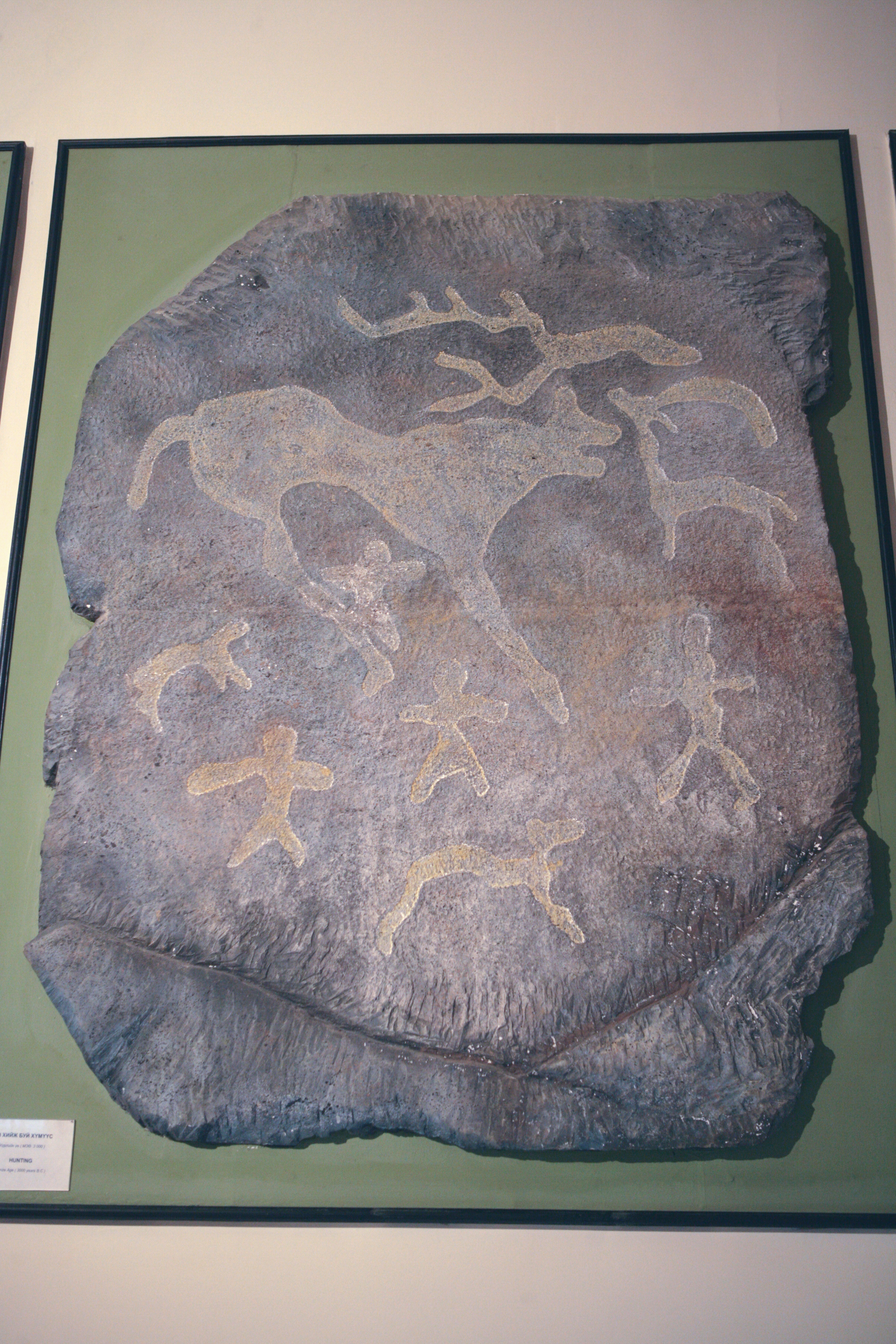
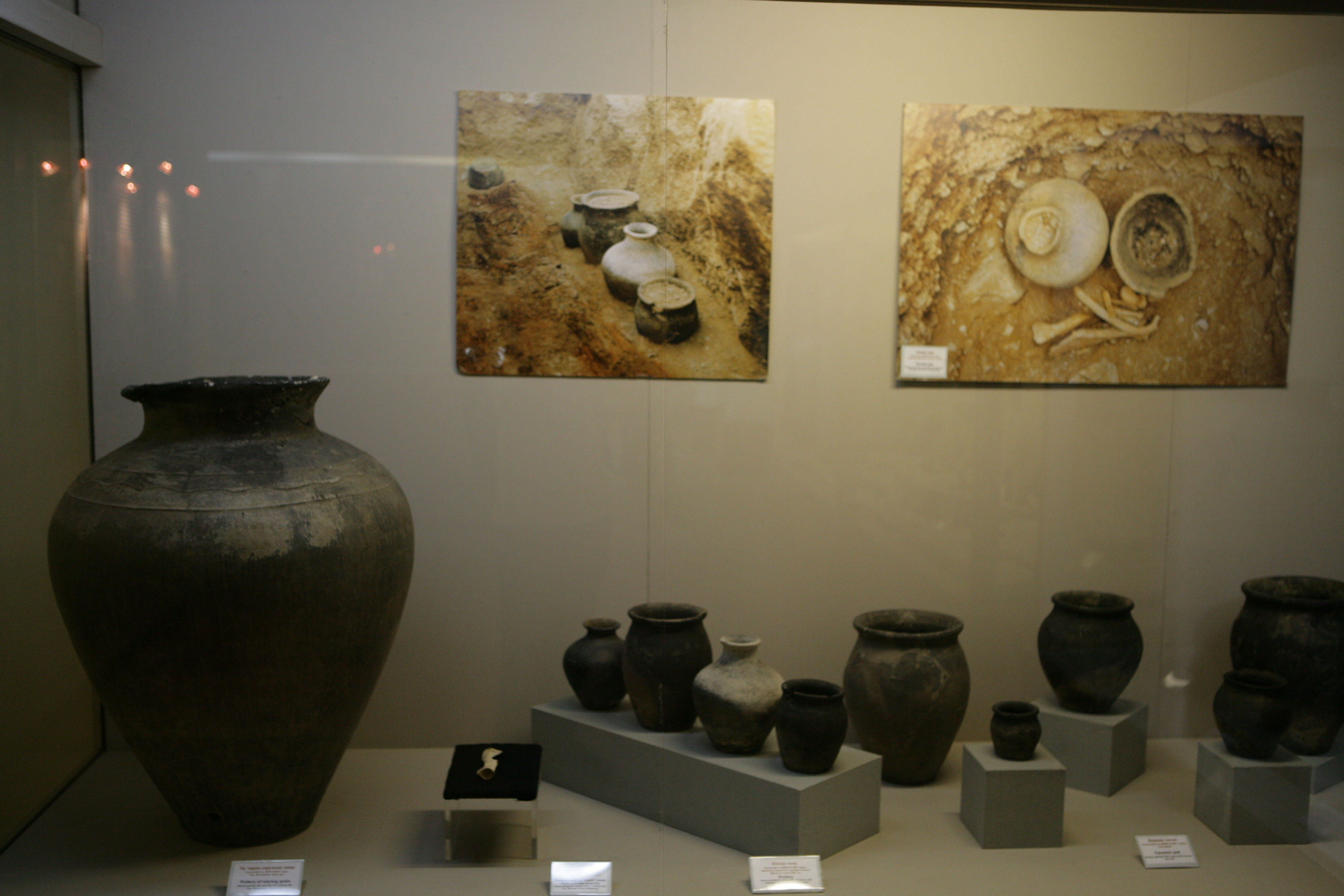
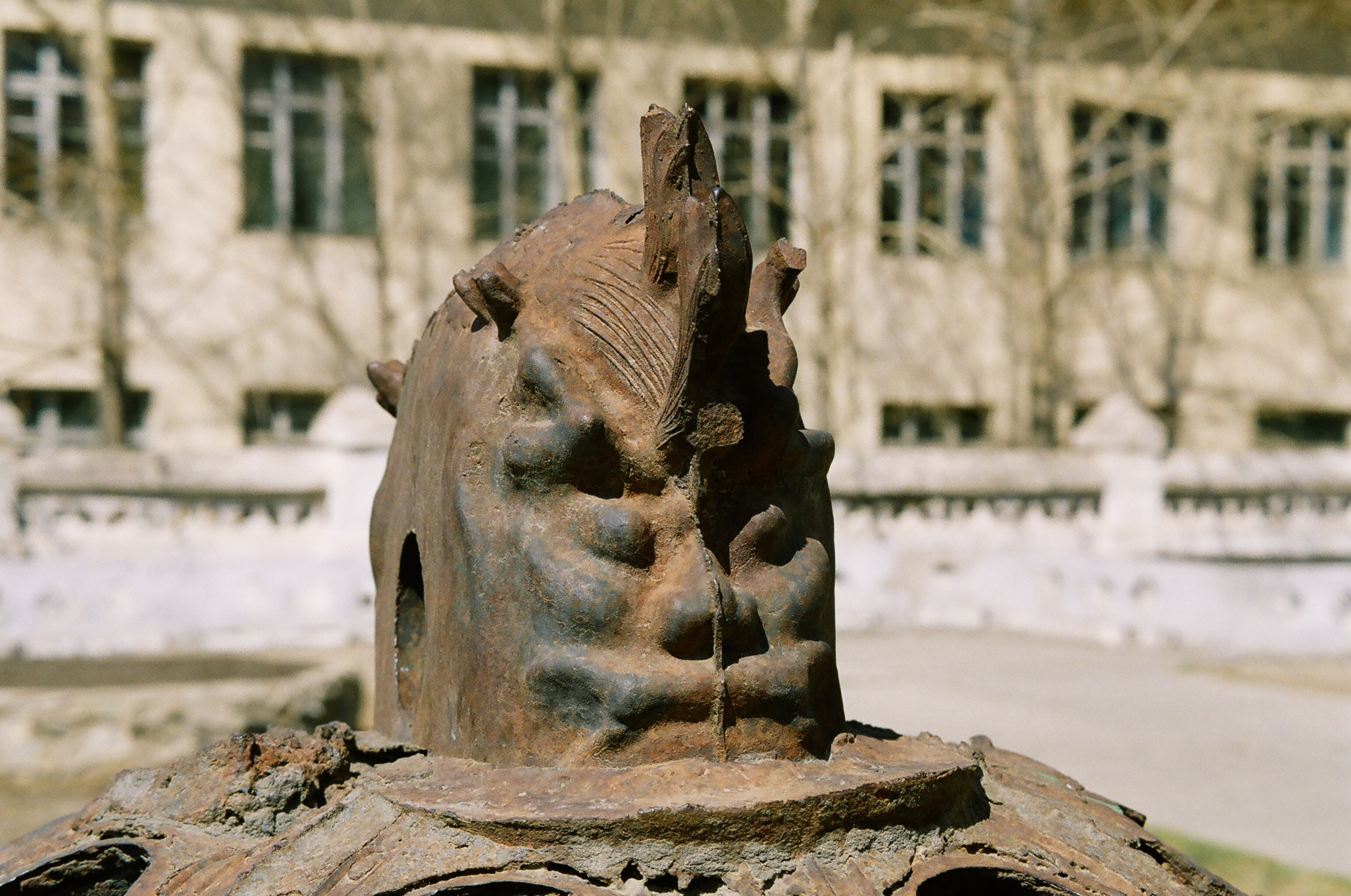
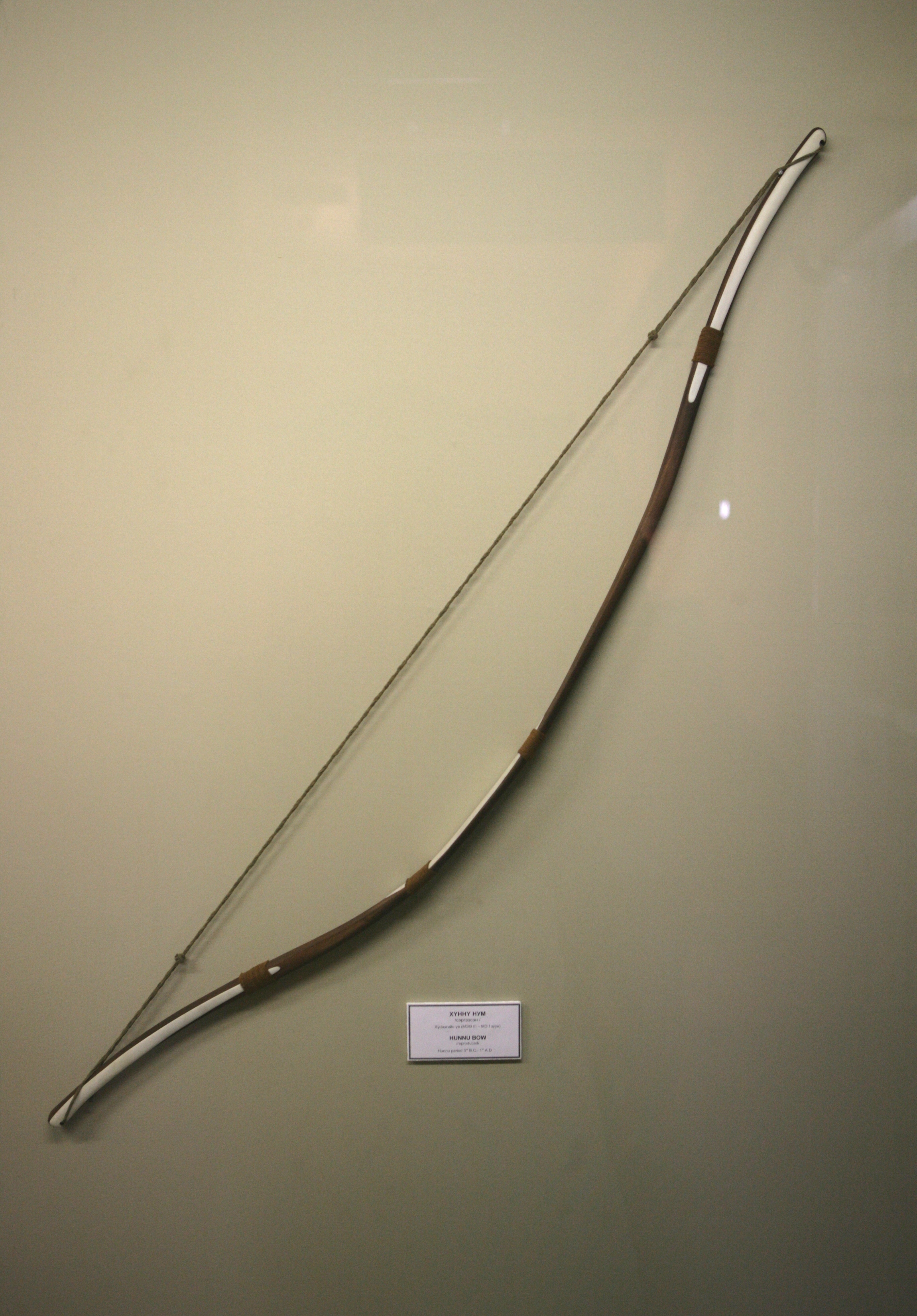
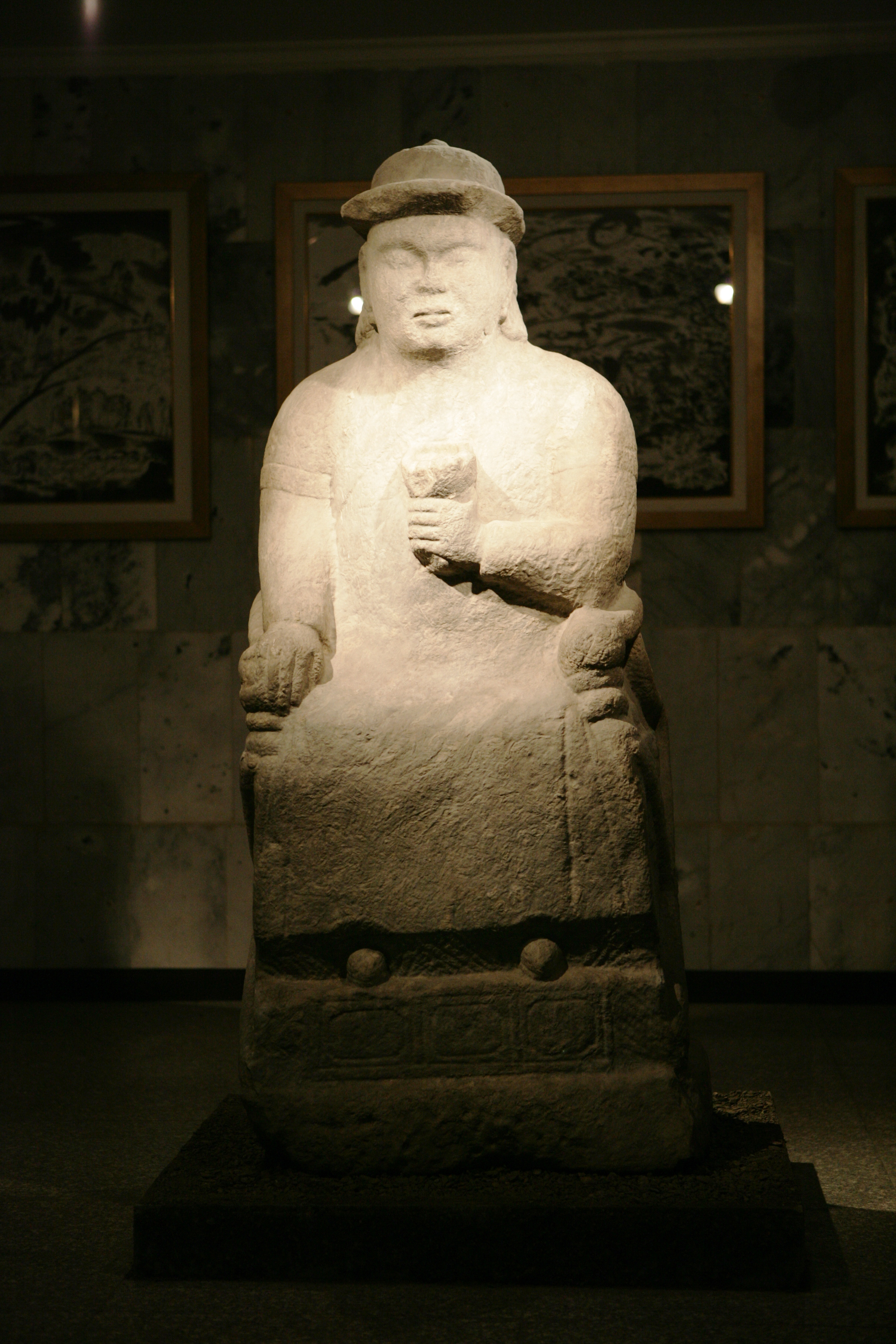
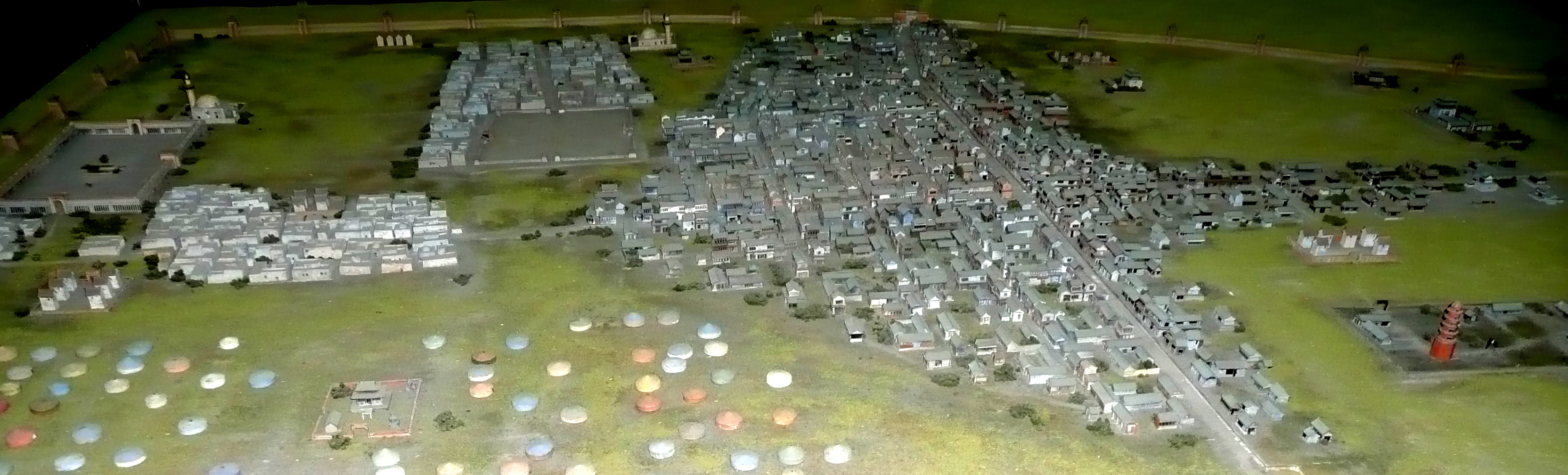
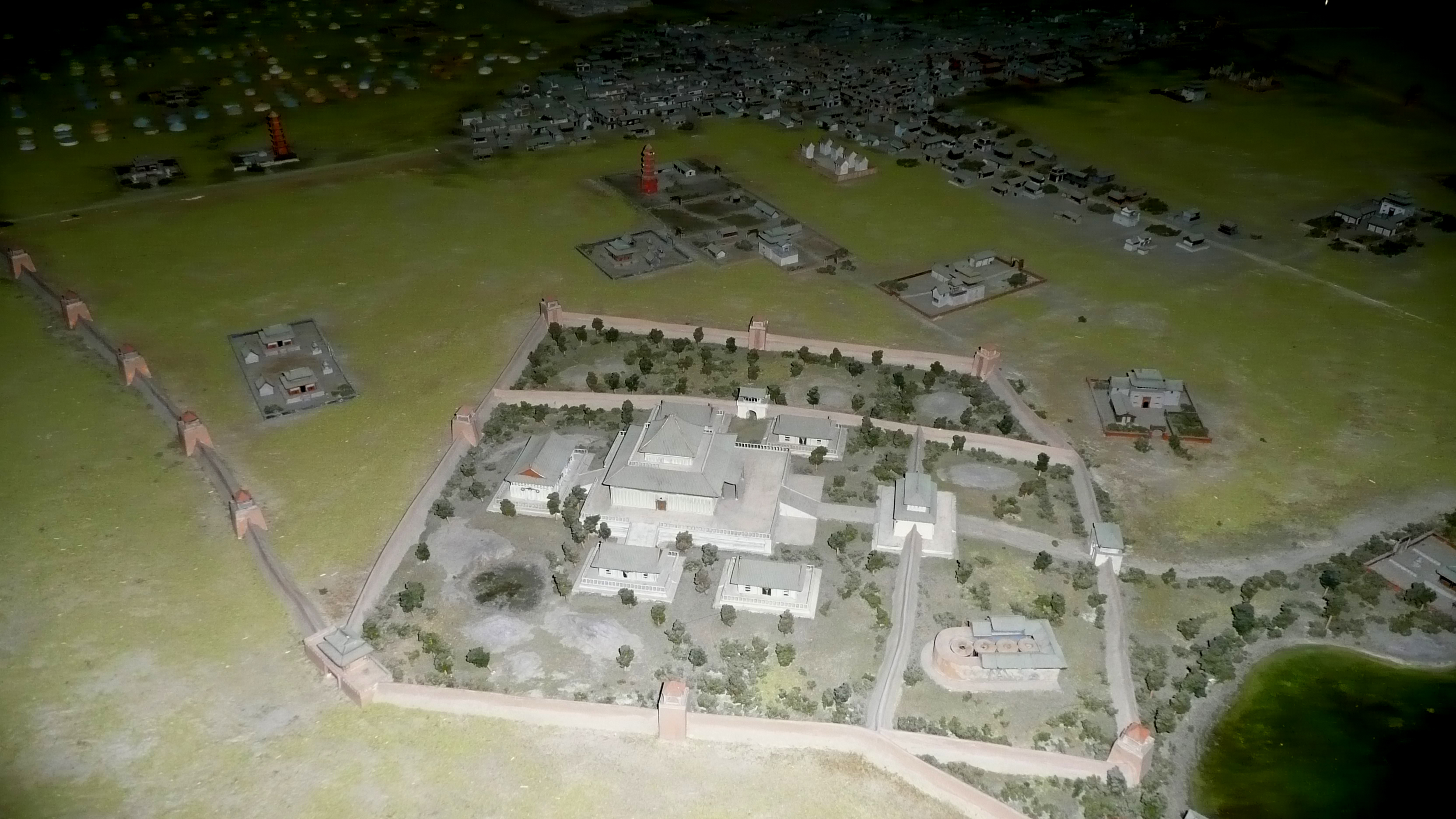
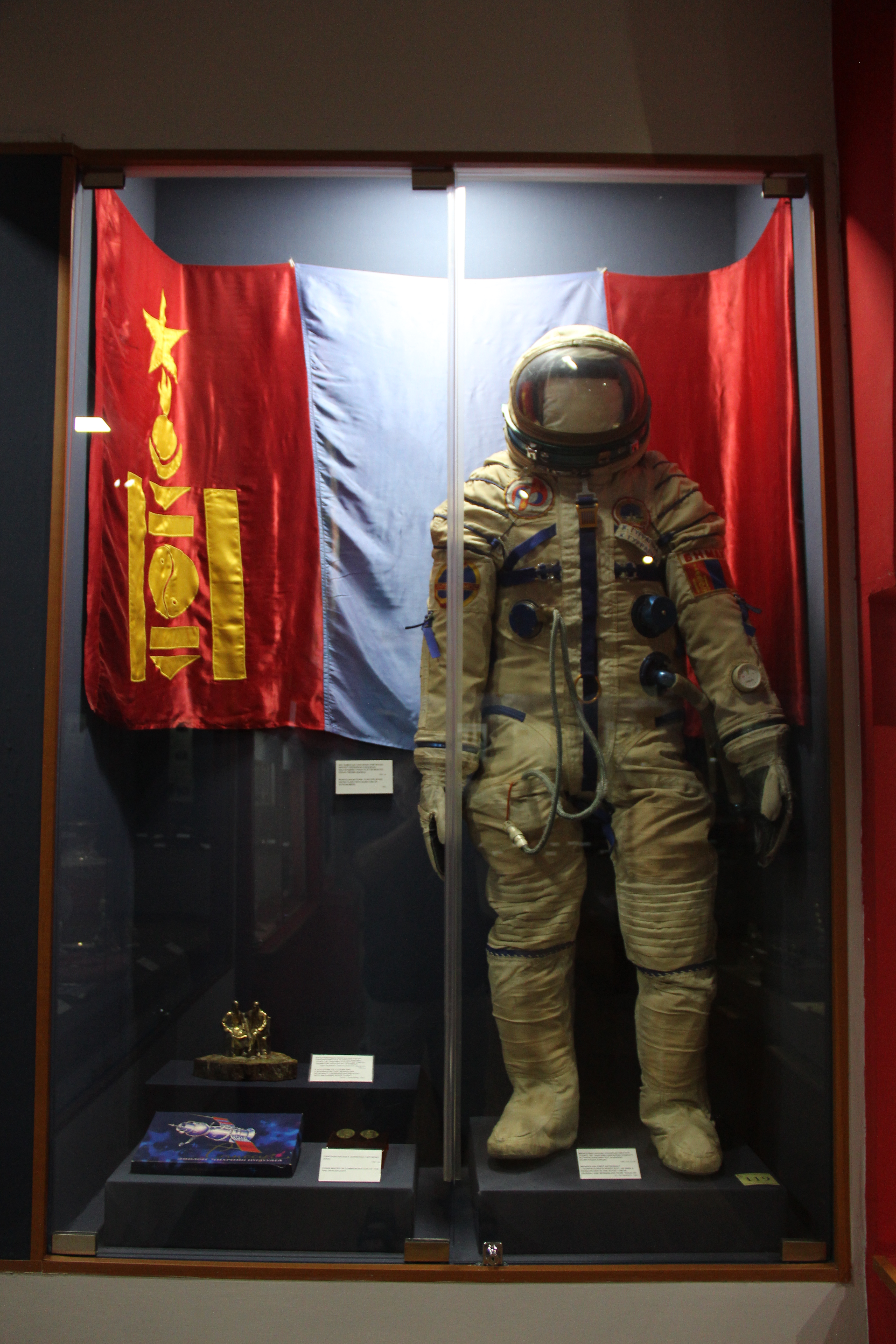